# John M. Lounge
John Michael "Mike" Lounge (28 de juny de 1946 - 1 de març de 2011) va ser un enginyer estatunidenc, oficial de la Marina dels Estats Units, veterà de la guerra del Vietnam i astronauta de la NASA. Un veterà de tres vols del transbordador espacial, Lounge va registrar més de 482 hores a l'espai. Va ser especialista en missions en STS-51-I (1985) i STS-26 (1988) i va ser enginyer de vol en STS-35 (1990).